# Akademija Pandev
Akademija Pandev este un club de fotbal din orașul Strumița, care evoluează în prima ligă de fotbal al Macedoniei de Nord.

## Palmares

### Finala
| 2019 | Akademija | 2 - 2 (4-2) | Makedonija GP | 2021 | Akademija | 0 - 0 (3-4) | Sileks |